# 大阪市立三先小学校
大阪市立三先小学校（おおさかしりつ みさきしょうがっこう）は、大阪府大阪市港区三先にある公立学校小学校。

## 沿革
1930年に田中・音羽の2尋常小学校（両校とも太平洋戦争の戦災で磯路小学校に統合されて廃校）から分離し、大阪市三先尋常小学校として開校した。
1941年には国民学校令により、大阪市三先国民学校に改称した。
太平洋戦争で港区が甚大な被害を受けたことに伴い、港区では20校あった国民学校を終戦直後には本市岡（現在の市岡）・磯路・三先の3校に統合した。このため池島・錦・八幡屋・八幡屋北・築港南・築港北の6校を三先国民学校に統合した。
1947年の学制改革により、大阪市立三先小学校に改称した。
戦災からの地域復興により、1953年に大阪市立築港小学校を分離している。築港小学校は旧築港南国民学校跡地を使用して新設開校した。また戦災で統合した八幡屋小学校は、菊水小学校（現・田中小学校）の分校として1950年に元の敷地で再開している。
1975年には大阪市立池島小学校の開校に伴い、校区を再編している。

### 年表
- 1930年5月20日 - 大阪市三先尋常小学校として開校。
- 1930年11月20日 - 校舎落成式。この日を創立記念日とする。
- 1941年4月1日 - 国民学校令により、大阪市三先国民学校に改称。
- 1944年 - 香川県高松市に集団疎開。
- 1945年6月1日 - 空襲で校舎全焼。
- 1946年4月1日 - 戦災により、池島・錦・八幡屋・八幡屋北・築港南・築港北の6校を統合。
- 1950年9月3日 - ジェーン台風で校舎浸水被害。
- 1953年3月25日 - 大阪市立築港小学校を分離。
- 1961年9月16日 - 第2室戸台風で校舎浸水被害。
- 1974年4月1日 - 養護学級を設置。
- 1975年4月1日 - 大阪市立池島小学校を分離。
- 1982年10月14日 - 学校給食優良校として、文部大臣から表彰される。
- 1986年11月16日 - 大阪市教育委員会から国語科の研究校に指定され、研究発表を実施。

## 通学区域
- 大阪市港区 福崎1丁目-3丁目、三先1丁目-2丁目。

卒業生は基本的に大阪市立港南中学校に進学する。

## 著名な出身者
- 西山耕平（読売テレビアナウンサー）

## 交通
- 地下鉄中央線 朝潮橋駅 南東へ約500m。